# Lyceum Alpinum Zuoz Eishockey
Il Lyceum Alpinum Zuoz Eishockey (abbreviato Lyceum Alpinum Zuoz EHC) è una squadra di hockey su ghiaccio svizzera, con sede a Zuoz.

## Cronologia
- ????-1929: ?
- 1929-1931: 1º livello
- 1931-1932: -